# Mansur Toshmatov

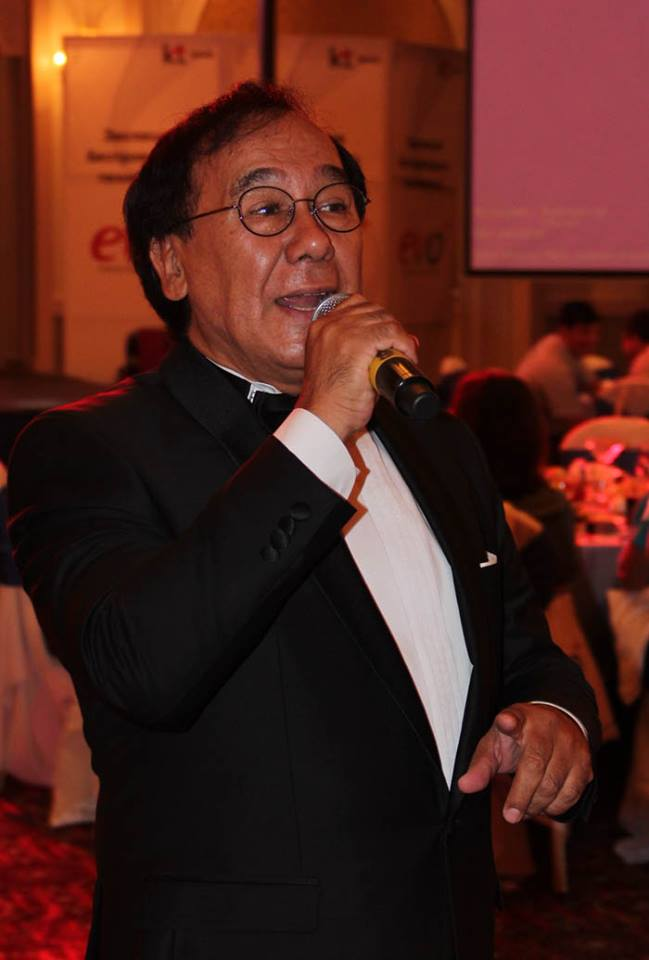
Mansur Toshmatov (2015)

Mansur Gʻaniyevich Toshmatov (Мансу́р Гани́евич Ташма́тов) (geboren 14. September 1954 in Taschkent) ist ein ehemaliger usbekisch-sowjetischer Pop-Jazzsänger. Er ist künstlerischer Leiter des Botir Zokirov Variety Symphony Orchestra.

## Leben
Mansur Toshmatov wurde 1954 in die Familie eines Musikers (Gijak) und Komponisten, des späteren Volkskünstlers der Usbekischen SSR, Gʻanijon Toshmatov, geboren. Nach dem Abschluss der Mittelschule trat er in das Theater- und Kunstinstitut von Taschkent ein, Abteilung für Musikdramatik und Komödie. Er begann seine Gesangskarriere in dem Ensemble Sintez. Dann war er Solist der Gruppen Navo (1976–1979) und "Sado" (1979–1981) der Tournee- und Konzertvereinigung "Usbekkonzert". Im Juni 1978 vertrat er die Sowjetunion beim internationalen Schlagerfestival "Goldener Orpheus" in Bulgarien und erreichte den dritten Platz.
Im Jahr 1978 brachte die Firma Melodiya die Schallplatte Mansur Tashmatov Sings heraus. Von 1980 bis 1982 diente er in der sowjetischen Armee. Anschließend war er Solosänger der Dizak-Philharmonie (1982–1984), der Usbekischen Staatsphilharmonie und des Gesangs- und Tanzensembles der Streitkräfte Usbekistans (1991–1999). Während seiner Arbeit in der Dizak-Philharmonie gründete er das Ensemble "Sangzar".
Nach seiner Rückkehr nach Taschkent im Jahr 1985 gründete er in der Philharmonie eine neue Musikgruppe "Faiz". Gleichzeitig beschäftigte sich der Sänger mit moderner Jazzmusik mit dem Ensemble "Rainbow" des Taschkenter Direktorats "Circus on Stage". 1986 wurde Mansur Tashmatov mit dem Titel "Verdienter Künstler der Usbekischen SSR" und 1995 mit dem Titel "Volkskünstler Usbekistans" ausgezeichnet. Im Jahr 1998 gründete er die Gruppe "Sideriz". Im Jahr 2000 nahm Mansur Toshmatov eine Compact Disc mit seinen Liedern "Your Favourite Songs" auf.
Toshmatov war Preisträger des Interstate Awards "Stars of the Commonwealth" der GUS für 2020.
Derzeit (2023) arbeitet er als künstlerischer Leiter des Botir Zokirov Variety Symphony Orchestra.

## Ehrungen
- Volkskünstler Usbekistans (1995)
- Ehrenkünstler der Usbekischen SSR (1986)
- Gewinnerin des 3. Preises des Festivals "Golden Orpheus" (Bulgarien, 1978)